# Bojon
Bojon è una frazione di 3 519 abitanti del comune di Campolongo Maggiore, che è a sua volta parte della Città metropolitana di Venezia.

## Geografia fisica
Il territorio di Bojon, totalmente pianeggiante come gli altri comuni della Laguna Veneta, confina a nord con il paese di Premaore, a nord-est con Campagna Lupia, ad est con la frazione di Santa Maria Assunta, a sud-est con Corte, a ovest è bagnato dalla Cunetta Brenta che lo separa da Campolongo Maggiore e a nord-ovest col paese di Sandon.

## Origini del nome
Il toponimo sembra derivare dal castello omonimo citato in documenti del 601. Un'altra possibilità è che derivi dal termine veneto boja, bogia, che significa "bolla", in riferimento ad una bolla d'acqua che affiorava. Corre anche l'ipotesi, richiamata in alcuni libri di storia locale, che il toponimo possa derivare da boia, nel senso di esecutore di sentenze capitali: la Repubblica Serenissima, nei tempi più antichi, proprio in queste terre periferiche e povere avrebbe arruolato persone disposte a svolgere l'ufficio di giustizia capitale.

## Storia
Secondo alcune fonti e manufatti ritrovati nel primo dopoguerra, la civiltà di Bojon sarebbe originariamente sorta attorno al XX secolo a.C..
L'identità della popolazione di Bojon è molto forte e in passato diede adito a scaramucce con quella del capoluogo Campolongo Maggiore. La rivalità, anche in senso etimologico, era alimentata dall'essere i territori delle due località separati dal corso del fiume Brenta. Anche a livello politico, nella seconda metà del Novecento la differenziazione rimase piuttosto netta: Bojon era roccaforte "rossa", Campolongo invece era un presidio "bianco". Anche in tempi più recenti la differenza di colore politico, seppur molto meno marcata, è rimasta.
Nel 1806, all'epoca del Regno d'Italia napoleonico Bojon divenne comune autonomo come Campolongo e Liettoli del Dipartimento del Brenta, per poi passare, nel 1807 al Dipartimento dell'Adriatico, che comprendeva Venezia. Nel 1815, quando il Veneto fu annesso all'Impero Asburgico, il comune di Bojon venne abolito e divenne parte del nuovo comune di Campolongo Maggiore che, nel 1831, contava 2.662 abitanti.

## Società

### Evoluzione demografica
| Evoluzione storica della popolazione |       |
| 1571                                 | 677   |
| 1617                                 | 500   |
| 1669                                 | 621   |
| 1752                                 | 659   |
| 1766                                 | 679   |
| 1822                                 | 880   |
| 1875                                 | 1.007 |
| 1894                                 | 1.366 |
| 1908                                 | 1.910 |
| 1915                                 | 2.100 |
| 1930                                 | 2.950 |
| 2001                                 | 3.218 |
| 2004                                 | 3.339 |
| 2007                                 | 3.491 |